# 41e cérémonie des Golden Globes
La 41e cérémonie des Golden Globes a eu lieu le 28 janvier 1984, récompensant les films et séries diffusés en 1983 et les professionnels s'étant distingués cette année-là.

## Palmarès
Les lauréats sont indiqués ci-dessous en premier de chaque catégorie et en caractères gras.

### Cinéma

#### Meilleur film dramatique
- Tendres Passions (Terms of Endearment)
  - Reuben, Reuben
  - L'Étoffe des héros (The Right Stuff)
  - Le Mystère Silkwood (Silkwood)
  - Tendre Bonheur (Tender Mercies)

#### Meilleur film musical ou comédie
- Yentl
  - Les copains d'abord (The Big Chill)
  - Flashdance
  - Un fauteuil pour deux (Trading Places)
  - Zelig

#### Meilleur réalisateur
- Barbra Streisand pour Yentl
  - Bruce Beresford pour Tendre Bonheur (Tender Mercies)
  - Ingmar Bergman pour Fanny et Alexandre (Fanny och Alexander)
  - James L. Brooks pour Tendres Passions (Terms of Endearment)
  - Mike Nichols pour Le Mystère Silkwood (Silkwood)
  - Peter Yates pour L'Habilleur (The Dresser)

#### Meilleur acteur dans un film dramatique
- Robert Duvall pour le rôle de Mac Sledge dans Tendre Bonheur (Tender Mercies)
  - Albert Finney pour le rôle de Sir dans L'Habilleur (The Dresser)
  - Richard Farnsworth pour le rôle de Miner dans The Grey Fox
  - Tom Conti pour le rôle de Gowan McGland dans Reuben, Reuben
  - Al Pacino pour le rôle de Antonio "Tony" Montana dans Scarface
  - Eric Roberts pour le rôle de Paul Snider dans Star 80
  - Tom Courtenay pour le rôle de Norman dans L'Habilleur (The Dresser)

#### Meilleure actrice dans un film dramatique
- Shirley MacLaine pour le rôle d'Aurora Greenway dans Tendres Passions (Terms of Endearment)
  - Meryl Streep pour le rôle de Karen Silkwood dans Le Mystère Silkwood (Silkwood)
  - Debra Winger pour le rôle d'Emma Greenway Horton dans Tendres Passions (Terms of Endearment)
  - Jane Alexander pour le rôle de Carol Wetherly dans Le Dernier Testament (Testament)
  - Bonnie Bedelia pour le rôle de Shirley Muldowney dans Pied au plancher (Heart Like a Wheel)

#### Meilleur acteur dans un film musical ou une comédie
- Michael Caine pour le rôle du Dr Frank Bryant dans L'Éducation de Rita (Educating Rita)
  - Woody Allen pour le rôle de Leonard Zelig dans Zelig
  - Tom Cruise pour le rôle de Joel Goodson dans Risky Business
  - Eddie Murphy pour le rôle de Billy Ray Valentine dans Un fauteuil pour deux (Trading Places)
  - Mandy Patinkin pour le rôle d'Avigdor dans Yentl

#### Meilleure actrice dans un film musical ou une comédie
- Julie Walters pour le rôle de Rita / Susan dans L'Éducation de Rita (Educating Rita)
  - Anne Bancroft pour le rôle d'Anna Bronski dans To Be or Not to Be
  - Jennifer Beals pour le rôle d'Alex Owens dans Flashdance
  - Linda Ronstadt pour le rôle de Mabel dans The Pirates of Penzance
  - Barbra Streisand pour le rôle de Yentl / Anshel dans Yentl

#### Meilleur acteur dans un second rôle
- Jack Nicholson pour le rôle de Garrett Breedlove dans Tendres Passions (Terms of Endearment)
  - Steven Bauer pour le rôle de Manolo « Manny » Ribera dans Scarface
  - Charles Durning pour le rôle du Colonel S.S. Earhart dans To Be or Not to Be
  - Kurt Russell pour le rôle de Drew Stephens dans Le Mystère Silkwood (Silkwood)
  - Gene Hackman pour le rôle d'Alex Grazier dans Under Fire

#### Meilleure actrice dans un second rôle
- Cher pour le rôle de Dolly Pelliker dans Le Mystère Silkwood (Silkwood)
  - Tess Harper pour le rôle de Rosa Lee dans Tendre Bonheur (Tender Mercies)
  - Linda Hunt pour le rôle de Billy Kwan dans L'Année de tous les dangers (The Year of Living Dangerously)
  - Joanna Pacula pour le rôle d'Irina Asanova dans Gorky Park
  - Barbara Carrera pour le rôle de Fatima Blush dans Jamais plus jamais (Never Say Never Again)

#### Meilleur scénario
- Tendres Passions (Terms of Endearment) – James L. Brooks
  - L'Habilleur (The Dresser) – Ronald Harwood
  - L'Éducation de Rita (Educating Rita) – Willy Russell
  - Les Copains d'abord (The Big Chill) – Lawrence Kasdan et Barbara Benedek
  - Reuben, Reuben – Julius J. Epstein

#### Meilleure chanson originale
- "Flashdance... What a Feeling" interprétée par Irene Cara – Flashdance
  - "Maniac" interprétée par Michael Sembello – Flashdance
  - "Far from Over" interprétée par Frank Stallone – Staying Alive
  - "Over You" interprétée par Betty Buckley – Tendre Bonheur (Tender Mercies)
  - "The Way He Makes Me Feel" interprétée par Barbra Streisand – Yentl

#### Meilleure musique de film
- Flashdance – Giorgio Moroder
  - Scarface  – Giorgio Moroder
  - Yentl – Michel Legrand, Alan Bergman et Marilyn Bergman
  - Rusty James (Rumble Fish)  – Stewart Copeland
  - Under Fire – Jerry Goldsmith

#### Meilleur film étranger
- Fanny et Alexandre (Fanny och Alexander) •  Suède
  - Carmen •  Espagne
  - L'Éducation de Rita (Educating Rita) •  Angleterre
  - L'Habilleur (The Dresser) •  Angleterre
  - The Grey Fox •  Canada

### Télévision
Note : le symbole « ♕ » rappelle le gagnant de l'année précédente (si nomination).

#### Meilleure série dramatique
- Dynastie (Dynasty)
  - Dallas
  - Cagney et Lacey (Cagney and Lacey)
  - Pour l'amour du risque (Hart to Hart)
  - Capitaine Furillo (Hill Street Blues)

#### Meilleure série musicale ou comique
- Fame
  - Cheers
  - Newhart
  - Taxi
  - Buffalo Bill

#### Meilleure mini-série ou meilleur téléfilm
- Les oiseaux se cachent pour mourir (The Thorn Birds)
  - Le souffle de la guerre (The Winds of War)
  - Who Will Love My Children? (en)
  - Kennedy
  - Heart of Steel

#### Meilleur acteur dans une série dramatique
- John Forsythe pour le rôle de Blake Carrington dans Dynastie (Dynasty)
  - James Brolin pour le rôle de Peter McDermott dans Hôtel (Hotel)
  - Daniel J. Travanti pour le rôle du Capt. Frank Furillo dans Capitaine Furillo (Hill Street Blues)
  - Tom Selleck pour le rôle de Thomas Sullivan Magnum IV dans Magnum (Magnum, P.I.)
  - Robert Wagner pour le rôle de Jonathan Hart dans Pour l'amour du risque (Hart to Hart)

#### Meilleure actrice dans une série dramatique
- Jane Wyman pour le rôle d'Angela Channing dans Falcon Crest
  - Joan Collins pour le rôle d'Alexis Morrell Carrington dans Dynastie (Dynasty)
  - Stefanie Powers pour le rôle de Jennifer Hart dans Pour l'amour du risque (Hart to Hart)
  - Tyne Daly pour le rôle de Mary Beth Lacey dans Cagney et Lacey (Cagney and Lacey)
  - Linda Evans pour le rôle de Krystle Jennings Carrington dans Dynastie (Dynasty)

#### Meilleur acteur dans une série musicale ou comique
- John Ritter pour le rôle de Jack Tripper dans Three's Company
  - Dabney Coleman pour le rôle de Bill « Buffalo » Bittinger dans Buffalo Bill
  - Robert Guillaume pour le rôle de Benson DuBois dans Benson
  - Ted Danson pour le rôle de Sam Malone dans Cheers
  - Bob Newhart pour le rôle de Dick Loudon dans Newhart

#### Meilleure actrice dans une série musicale ou comique
- Joanna Cassidy pour le rôle de Jojo White dans Buffalo Bill
  - Madeline Kahn pour le rôle de Madeline Wayne dans Oh Madeline
  - Isabel Sanford pour le rôle de Louise Jefferson dans The Jeffersons
  - Shelley Long pour le rôle de Diane Chambers dans Cheers
  - Debbie Allen pour le rôle de Lydia Grant dans Fame

#### Meilleur acteur dans une mini-série ou un téléfilm
- Richard Chamberlain pour le rôle de Ralph de Bricassart dans Les oiseaux se cachent pour mourir (The Thorn Birds)
  - Peter Strauss pour le rôle d'Emory dans Heart of Steel
  - Martin Sheen pour le rôle de John Fitzgerald Kennedy dans Kennedy
  - Louis Gossett Jr. pour le rôle d'Anouar el-Sadate dans Sadat
  - Robert Blake pour le rôle de James Riddle "Jimmy" Hoffa dans Kennedy contre Hoffa (Blood Feud)

#### Meilleure actrice dans une mini-série ou un téléfilm
- Ann-Margret pour le rôle de Lucile Fray dans Who Will Love My Children? (en) 
  - Susan Blakely pour le rôle de Frances Farmer dans Will There Really Be a Morning?
  - Rachel Ward pour le rôle de Meggie Cleary dans Les oiseaux se cachent pour mourir (The Thorn Birds)
  - Gena Rowlands pour le rôle de Victoria Alden dans Hallmark Hall of Fame dans l'épisode "Thursday's Child" (#32.2)
  - Blair Brown pour le rôle de Jacqueline Kennedy dans Kennedy

#### Meilleur acteur dans un second rôle dans une série, une mini-série ou un téléfilm
- Richard Kiley pour le rôle de Paddy Cleary dans Les oiseaux se cachent pour mourir (The Thorn Birds)
  - Perry King pour le rôle de Yank dans The Hasty Heart
  - John Houseman pour le rôle d'Aaron Jastrow dans Le Souffle de la guerre (The Winds of War)
  - Jan-Michael Vincent pour le rôle de Byron Henry dans Le Souffle de la guerre (The Winds of War)
  - Bryan Brown pour le rôle de Luke O'Neill dans Les oiseaux se cachent pour mourir (The Thorn Birds)
  - Rob Lowe pour le rôle de Sam Alden dans Hallmark Hall of Fame dans l'épisode "Thursday's Child" (#32.2)

#### Meilleure actrice dans un second rôle dans une série, une mini-série ou un téléfilm
- Barbara Stanwyck pour le rôle de Mary Carson dans Les oiseaux se cachent pour mourir (The Thorn Birds)
  - Polly Holliday pour le rôle de Tante Minerva 'Min' dans The Gift Of Love: a Christmas Story (The Gift Of Love: a Christmas Story)
  - Angela Lansbury pour le rôle d'Amanda Fenwick dans The Gift Of Love: a Christmas Story (The Gift Of Love: a Christmas Story)
  - Piper Laurie pour le rôle d'Anne Mueller dans Les oiseaux se cachent pour mourir (The Thorn Birds)
  - Jean Simmons pour le rôle de Fiona 'Fee' Cleary dans Les oiseaux se cachent pour mourir (The Thorn Birds)
  - Victoria Tennant pour le rôle de Pamela Tudsbury dans Le Souffle de la guerre (The Winds Of War)

### Cecil B. DeMille Award
- Paul Newman

### Miss Golden Globe
- Anita Finch

## Récompenses et nominations multiples

### Nominations multiples

#### Cinéma
6  : Tendres Passions, Yentl
 5  : Flashdance, L'Habilleur, Tendre Bonheur, Le Mystère Silkwood, L'Habilleur
 4  : L'Éducation de Rita
 3  : Scarface, Reuben, Reuben
 2  : Fanny et Alexandre, Zelig, Un fauteuil pour deux, Les copains d'abord, The Grey Fox, To Be or Not to Be, Under Fire

#### Télévision
8  : Les oiseaux se cachent pour mourir
 4  : Dynastie
 3  : Kennedy, Buffalo Bill, Le souffle de la guerre, Cheers, Pour l'amour du risque
 2  : Fame, Hallmark Hall of Fame pour l'épisode "Thursday's Child", Heart of Steel, Who Will Love My Children? (en), Newhart, Capitaine Furillo, Cagney et Lacey, The Gift Of Love: a Christmas Story

#### Personnalités
3  : Barbra Streisand
 2  : Giorgio Moroder, James L. Brooks

### Récompenses multiples

#### Cinéma
4 / 6 : Tendres Passions
2 / 4 : Flashdance, L'Éducation de Rita
2 / 6 : Yentl

#### Télévision
4 / 8 : Les oiseaux se cachent pour mourir,
2 / 4 : Dynastie

#### Personnalités
Aucune

### Les grands perdants

#### Cinéma
1 / 5  : Le Mystère Silkwood, Tendre Bonheur, L'Habilleur

#### Télévision
Aucune